# Ocotea guatemalensis
Ocotea guatemalensis är en lagerväxtart som beskrevs av C.L. Lundell. Ocotea guatemalensis ingår i släktet Ocotea och familjen lagerväxter. Inga underarter finns listade i Catalogue of Life.